# Sowjetische Generalstabskarte

Segmentierung der Erdoberfläche in 1:1.000.000 Kartenblätter und die Kodierung für die
Sowjetische Generalstabskarte

Der Inhalt des Kartenblattes N-36 (Maßstab 1:1.000.000) wird in Karten mit größeren Maßstäben genauer dargestellt. Der gleiche Kartenausschnitt wird in 4 Karten (1:500.000) oder 36 Karten (1:200.000) oder 144 Karten (1:100.000) dargestellt.

Segmentierung des Kartenblattes N-36-41 (1:100.000) in größere Maßstäben

Die sowjetische Generalstabskarte oder (in vollem Wortlaut) Topographische Karten des Generalstabes der Streitkräfte der UdSSR (russisch: Топографические карты Генерального штаба Вооружённых сил СССР [Topografitscheskije karty Generalnowo schtaba SSSR]; oder kurz Карты советского генштаба [Karty sowjetskowo genschtaba]) bezeichnen ein topografisches Kartenwerk der Erde, das im Auftrag des Generalstabes der Streitkräfte der UdSSR (Sowjetarmee) geschaffen wurde.
Unter dem Sammelbegriff topographische Unterlagen sind diese topographischen Karten mit topographischen Stadtplänen, topographischen Übersichtskarten, Spezialkarten, Koordinatenkatalogen und Luftbildunterlagen zusammengefasst bezeichnet.

## Kompetenzen für Erstellung und Verteilung
Die Karten des Generalstabes der Streitkräfte der UdSSR (Karten des sowjetischen Generalstabes), auch Generalstabskarte wurden unter Federführung der Hauptverwaltung für Geodäsie und Kartografie beim Ministerrat der UdSSR (ru. Главное управление геодезии и картографии при Совете министров СССР [Glawnoje Upralwljenije Geodesii i Kartografii pri Sowjetje Ministrow SSSR]) herausgegeben. Diese Behörde plante, organisierte und leitete die topographisch-geodätische Sicherstellung innerhalb der Sowjetunion. Dazu gehörten die Erstellung / Aktualisierung, die Produktion sowie (für den zivilen Bereich) die Bereitstellung, die Verteilung und die Rückführung (der Vertrieb) aller topographischen und geodätischen Unterlagen und Geräte.
Die Verwaltung Militärtopographie (ru. Военно-топографическое управление [Woenno-topografitscheskoje uprawljenije]) im Generalstab der Streitkräfte der UdSSR verantwortete die topographisch-geodätische Sicherstellung innerhalb der Streitkräfte. Diese Art der Sicherstellung von Kampfhandlungen umfasst insbesondere die spezifische Versorgung (Bereitstellung, Verteilung / Zuführung, Rückführung) mit topographischen Unterlagen (Kartenmaterial u. a.).
Im Jahr 1991 wurde der Militärtopographische Dienst der Streitkräfte Russlands geschaffen, der im Jahr 1992 zum Topografischen Dienst der Streitkräfte der Russischen Föderation umgebildet wurde. Der Topographische Dienst wird derzeit geführt von der Verwaltung Militärtopographie im Generalstab der Streitkräfte der Russischen Föderation.

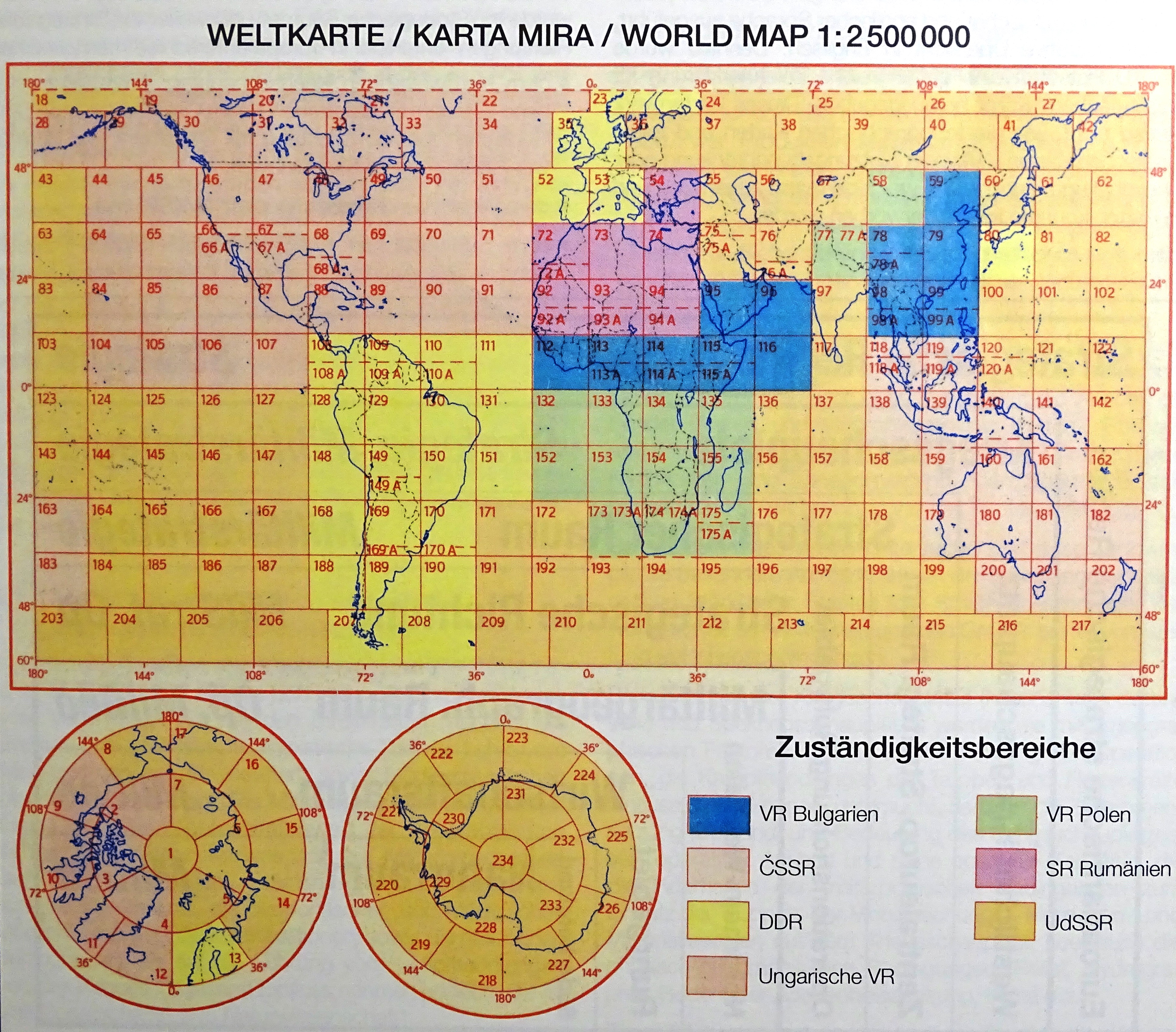
KARTA MIRA / WORLD MAP, Weltkarte 1:2.500.000, Blattübersicht, Erstausgabe hrsg. 1976.

Außerdem koordinierte das Verteidigungsministerium der UdSSR über das spezielle Ressort Militärgeografie im Generalstab die Erstellung des weltweiten Kartenwerkes (Weltkarte 1:2 500 000; ru. Карта мира [Karta Mira]). Der Generalstab und der Stab der Vereinten Streitkräfte organisierten dazu das Zusammenwirken mit den Fachabteilungen bei den Bündnispartnern der Warschauer Vertragsorganisation (WVO) und mit befreundeten Staaten.
Der Militärkartographische Dienst der DDR (MKD, Standort Halle/Saale) produzierte zum Beispiel im Rahmen seines Versorgungsauftrages auch topographische Unterlagen in Russisch, Polnisch und Tschechisch.
Ab dem Jahr 1976 stand für die militärgeographischen Arbeiten eine Weltkarte 1:2 500 000 zur Verfügung, die von sieben Teilnehmerstaaten des Warschauer Vertrages (Bulgarien, DDR, ČSSR, Polen, Rumänien, Ungarn, UdSSR) gemeinschaftlich erstellt worden war. Die DDR übernahm die Bearbeitung von Räumen in Nord-, West- und Südwest-Europa sowie auf dem südamerikanischen Kontinent. Die Herausgabe der zweiten Auflage konnte 1990/91 nicht mehr abgeschlossen werden.

## Bedeutung
Da während des „Kalten Krieges“ die militärgeographischen und -topographischen Unterlagen, das gesamte Vermessungs- und Kartenwesen und insbesondere die thematischen Spezialkarten sehr strenger Geheimhaltung (als Verschlusssache) unterlagen, ist wenig über die Produkte des (Militär-)Topographischen Dienstes und des Seehydrographischen Dienstes in der Öffentlichkeit und im Ausland bekannt.
Das Bundesministerium der Landesverteidigung (Wien, 2006) beschreibt und bilanziert die Entwicklung der Militärgeographie, Militärtopographie und Seehydrographie am Beispiel des ehemaligen UdSSR-Bündnispartners Deutsche Demokratische Republik (DDR) in einer Monographie. Sie bewertet mittels einer umfassenden Dokumentation vor allem die Arbeit und die Leistungen des Militärtopographischen Dienstes (MTD) der Nationalen Volksarmee (NVA) und des Seehydrographischen Dienstes (SHD) der DDR und gibt anhand von zahlreichen Kartenbeispielen nähere Erläuterungen. Das Bewertungsurteil lautet, dass in den Armeen der Teilnehmerstaaten des Warschauer Vertrages fachlich ausgezeichnete topographische und thematische Karten erarbeitet wurden, die vor allem durch ihre Truppenbrauchbarkeit, Einheitlichkeit der Darstellung sowie durch den Umfang der Bearbeitung bestechen.
Nach dem Zerfall der Sowjetunion sind die topografischen Karten auch für Zivilpersonen verfügbar. Das Kartenwerk ist für zahlreiche abgelegene und dünn besiedelte Regionen der Erde das beste, teilweise auch einzige topographische Kartenmaterial, das derzeit erhältlich ist.

## Karteninhalt

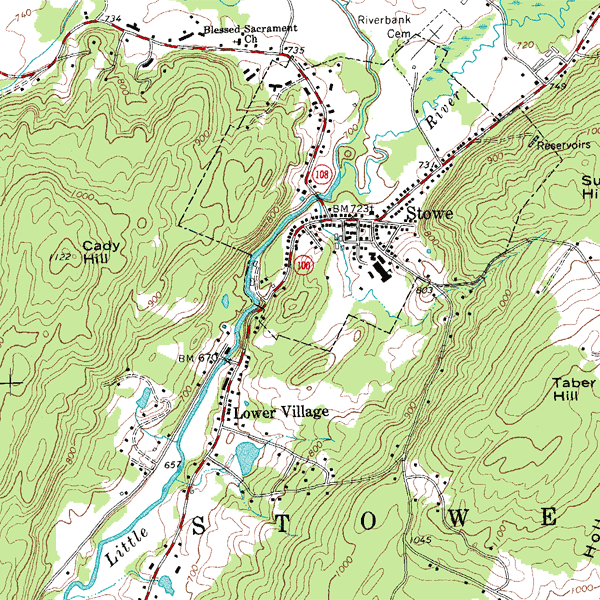
Topographische Karte, Beispiel (ru. Пример топографической карты)

In den Karten wird sehr detailliert die Topografie der Landschaft wiedergegeben. In den größeren Maßstäben sind selbst kleinste Siedlungen enthalten und auch beschriftet. Die Karten sind in kyrillisch beschriftet oder für spezielle Verwendungen auch in mehreren Sprachversionen (z. B. in Deutsch und Russisch) ausgeführt. Alle Karten sind mit Höhenlinien versehen.
Die Karten enthalten am Blattrand Angaben zu den geografischen Koordinaten und den Gauß-Krüger-Koordinaten. Alle Karten basieren auf dem geodätischen Datum „Pulkowo 1942“ und dem Krassowski-Ellipsoid.

## Maßstabsreihe
Insgesamt besteht die Maßstabsreihe aus neun Maßstäben. Allerdings gibt es beim Blattschnitt Unterschiede bei der Maßstabsreihe 1:200.000. Der Maßstab 1:75.000 wurde nur historisch bedingt in Lettland benutzt.
| Maßstab     | Abdeckung                  | Bezeichnung (Beispiel) | Kartenblätter je Karte 1:1.000.000 | Anmerkung                                             |
| ----------- | -------------------------- | ---------------------- | ---------------------------------- | ----------------------------------------------------- |
| 1:1.000.000 | Breite 4° Länge 6°         | M-36                   | 1                                  | Angelehnt an die IWK                                  |
| 1:500.000   | Breite 2° Länge 3°         | M-36-A                 | 4                                  | А, Б, В, Г (NW, NE, SW, SE)                           |
| 1:300.000   | Breite 1° 20′ Länge 1°     | VI-M-36                | 9                                  | Römische Zahlen I–IX                                  |
| 1:200.000   | a) Breite 40′ Länge 1°     | M-36-XX                | 36                                 | Römische Zahlen I–XXXVI                               |
| 1:200.000   | b) Breite 40′ Länge 2°     | M-36-XV                | 18                                 | Römische Zahlen I–XVIII                               |
| 1:200.000   | c) Breite 1° 20′ Länge 2°  | M-36-(5)               | 9                                  | 1–9 (jedes Blatt enthält vier Blätter der Variante a) |
| 1:100.000   | Breite 20′ Länge 30′       | M-36-102               | 144                                | 1–144                                                 |
| 1:75.000    | Breite 15′ Länge 30′       | 102-Karsava            |                                    | Nur Lettland                                          |
| 1:50.000    | Breite 10′ Länge 15′       | M-36-102-Б             | 576                                | А, Б, В, Г (NW, NE, SW, SE)                           |
| 1:25.000    | Breite 5′ Länge 7′ 30″     | M-36-102-Б-б           | 2304                               | а, б, в, г (NW, NE, SW, SE)                           |
| 1:10.000    | Breite 2′ 30″ Länge 3′ 45″ | M-36-102-Б-б           | 9216                               | 1, 2, 3, 4 (NW, NE, SW, SE)                           |